# Словачко позориште ВХВ у Ковачици
Словачко позориште ВХВ (свк. Slovenské divadlo VHV) је аматерско позориште у Ковачици.

## Историјат
Прва позоришна представа на словачком у Ковачици изведена је 22. фебруара 1914. године, када су се домаћи аматери представили позоришним комадом Јозефа Холија Kubo. Пре тога су позоришне представе игране само на мађарском језику.

### Период 1920-1940. године
Током двадесетих и тридесетих године 20. века друштвени живот у Ковачици развијао се на забавама које су организовала бројна локална друштва, а често су их пратиле и позоришне представе. Повод су најчешће били разни црквени или државни празници. У октобру 1925. године позоришни аматери из више словачких места су ковачичкој публици представили копродукцију - оперету Pekná, nová, maľovaná kolíska композитора Јана Подхрадског, учитеља из Ковачице, компоновану на либрето драмског писца Владимира Хурбана Владимирова. Представе су најчешће извођене у организацији Читалачког и образовног друштва „Напредак“, представе као што су Drotár Јана Паларика, Kufrík pána poslanca, Svetluša, Pytačky и др.
Тридесетих година „Соколско јединство” поставило је представе Zakliata kňažná, комедију Súboj, Tá naša Marča, Pokuta za hriech. Читалачко и образовно друштво „Напредак“ поставило је представе Stríža spod hája, Roztržitý, Veno, Truc na truc или Čary a kúzla. Женско друштво извело је представе Proti tuberkulóze, Chudobná rodina и друге. Позоришне представе биле су извођене и у организацији Занатског друштва (Náš Jožko, Bludár, Hrúza), као и Добровољног ватрогасног друштва (Jozefko z malej krčmičky) и спортског клуба „Славија“ (Analfabet). У Ковачици је организовано и позоришно такмичење, на којем су учествовали ансамбли из Арадца, Падине и Ковачице.
Овај период ковачичког позоришног живота обележиле су ауторка и организаторка позоришних представа Елена Карловска и учитељица, глумица и редитељка Марта Цицкова, која је и током четрдесетих и педесетих година била активна.

### Период 1940-1970. године
Позориште у Ковачици четрдесетих година изводило је представе у бившим предратним кафанама и у Омладинском дому, у веома тешким условима. Бољи услови створени су када је 1948. године отворен Задружни дом, а затим и Дом културе. Ковачички позоришни аматери гостовали су у готово свим словачким срединама у Војводини. О живом позоришном животу сведочи и податак да су, на пример, 1950. године Ковачичани извели 20 представа (Hora volá, Keď sa bačkor opapučí, Ťažké chvíle, Dračí pazúr, Záveje и друге). У Ковачици су гостовали и други ансамбли, од Падине, Белог Блата, Црепаје, чак до љубљанске опере. Редовно су у Ковачици гостовала професионална позоришта из Београда, Панчева, Новог Сада, Вршца и Зрењанина. Значајне режисерске личности били су Емилија Карлечикова (касније Фаркашова), Андреј Михаљ, Карол Хрћан и Јозеф Бенка, који је написао и драму у три чина Kríza. Јан Цицка је инсценирао неколико изворних једночинки под заједничким називом Šangh-Jaj. Позоришне представе изводили су и ученици основне школе и гимназије. Крајем шездесетих година развија се интензивна сарадња са ансамблима из Словачке.

### Период 1970-1990. године
Током седамдесетих година значајна личност ковачичког позоришта био је редитељ, продуцент и организатор представа Јан Чех. Позвао је познатог стручњака за аматерске ансамбле у Војводини, Михајла Васиљевића из Новог Сада. У то време се позориште у Ковачици усавршило и бележило тријумфе на свим пољима. 
Половином седамдесетих година позориште у Ковачици постаје једна од три сцене Позоришта ВХВ – полупрофесионалног позоришта Словака у Војводини (друге две сцене су Бачки Петровац и Стара Пазова). 
Године 1980. настаје омладинска сцена (која се придружује аматерској и дечијој сцени), коју је водио Томаш Хрјешик-Машко. Исте године глумце преузима дипломирани режисер Љубослав Мајера у Краљиковој драми Krásna neznáma. Осамдесете године биле су веома успешне за ковачички позоришни живот. Све позоришне представе ковачичког Дома културе биле су високо оцењене и награђиване. Највећим успехом сматра се треће место које су заузели на Фестивалу аматерских позоришта Југославије у Требињу 1984. године са представом Prípad Jelisavety B (у режији Томаша Хрјешика). Поред Хрјешика и Мајере, крајем осамдесетих година, појављује се још један значајан редитељ Федор Попов, захваљујући којем се развила успешна сарадња ковачичке сцене ВХВ са позоришним огранком Дома културе Михала Бабинке у Падини.
Томаш Хрјешик је припремио и представу Citatum, први пример експерименталног позоришта код војвођанских Словака. Ковачичко позориште је одувек било авангардно, динамично, најчешће комично и у опозицији са традиционализмом. Експерименти са Хармсом, Вајсом и Тајовским су успели, пре свега захваљујући изванредном глумачком потенцијалу и доброј режији.

### Период 1990-2010. године
Почетком деведесетих година водећа личност ковачичког позоришта и даље је Томаш Хрјешик-Машко. Његова задња позоришна представа била је „Мртве душе“ у режији Станислава Сладечека, у којој је играо главну улогу Чичикова. Након његове трагичне смрти, у Ковачицу долази редитељ Јан Макан, а редитељски деби забележио је млади али искусни глумац Мартин Злох (драматизација Ћимравине приповетке U Kanátov). Као редитељи су се показали и Миљан Матијевић, Марија Котваш, Јан Сладечек, Мирјана Владисављев. У ковачичком позоришту режирао је и млади редитељ из Петровца Јано Чањи. Већ дуги низ година за ковачичко аматерство карактеристичне су кратке хумористичке форме познатих врхунских комичара Павла Кожика-Аркашка, Зузане Верески, Мартина Злоха.
Крајем јануара 1994. године у Ковачици су први пут организовани Позоришни дани Томаша Хрјешика-Машка, који су постали традиција и на њима гостују глумци са три сцене Позоришта ВХВ из Падине или Војловице. Након смрти Томаша Хрјешика, који је био водећа личност не само позоришног, већ и културног живота Ковачице, руководиоци позоришта били су Златко Котваш, Павел Јонаш и Горан Бобић.
Позориште ВХВ има тесну сарадњу и са основном школом и са гимназијом у Ковачици, тако да њихову дечију, односно омладинску сцену, сматра својим подружницама. У прошлости су и једна и друга сцена имале више представа које су биле високо оцењиване.
Поводом деведесетогодишњице позоришне активности, 2004. године одржана је 35. смотра словачких позоришних ансамбала. Смотра ће се памтити по томе што је учествовало чак 15 позоришних ансамбала. Ковачичани су се представили са три представе: Hráči (сцена ВХВ), Výcuc Dablin (омладинска сцена) и Nikolo a Nabuchadonozor (дечија сцена).
Године 2005. ковачички аматери су гостовали у земљи и иностранству (Словачка и Хрватска) са представом Stroskotanci, за коју су добили више награда. Омладинска сцена је 2006. године увежбала позоришну представу Popoluška у режији Данке Хрјешикове, са којом су наступили на 37. смотри словачких позоришних сцена, где су добили седам награда.
Позориште је 2014. године прославило сто година активности.

## Галерија
- Позивница на позоришну представу Kubo, први комад у Ковачици изведен на словачком језику 1914. године
- Учесници позоришне представе Кубо (1914)
- Учесници представе Pekná, nová, maľovaná kolíska (1925)
- Деца глумци, учесници позоришне представе V zajatí piadimužíkov са редитељком Мартом Цицковом (1946)